# قسم اللغة الكردية
تأسس أول قسم علمي للغة الكردية في العالم في عام 1959 في جامعة بغداد وكان في حينه في كلية الآداب وفي عام 1974 تأسس قسم آخر للغة الكردية في كلية التربية ابن رشد بعدها تم غلق القسم في كلية الآداب والحق بقسم اللغة الكردية في كلية التربية ابن رشد.
خرَّج قسم اللغة الكردية في جامعة بغداد الكثير من الكُتَّاب والشعراء والأدباء واللغويين والمفكرين الذين برزوا وأبدعوا وعلى مدى أكثر من نصف قرن من عمره، وقسم اللغة الكردية في جامعة بغداد هو القسم الأكاديمي الذي تفرعت منه أقسام أخرى للغة الكردية في جامعات إقليم كردستان. احتفل قسم اللغة الكردية في كلية التربية ابن رشد باليوبيل الذهبي لتأسيس أول قسم أكاديمي للغة الكردية في العالم في 14 فبراير 2010 في قاعة كلية التربية ابن رشد.

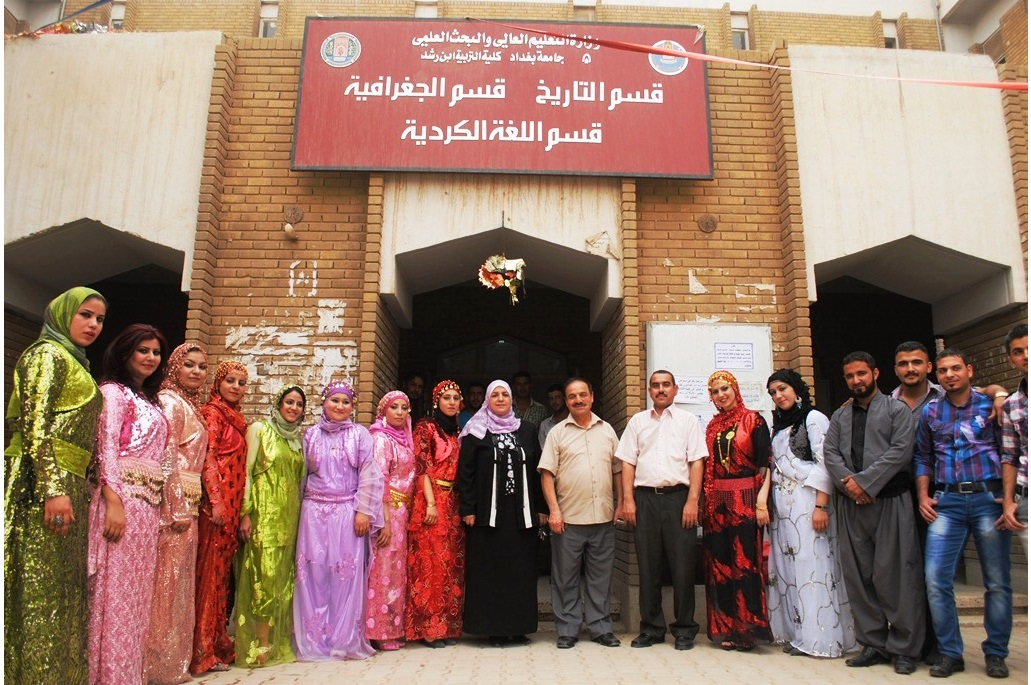
Kurdish department nowrooz

وأسس القسم وبإمكانياته المتواضعة وبجهود استثنائية مكتبة خاصة به عام (2007)، تضم الكثير من الكتب والمراجع والدوريات والرسائل الجامعية والعمل جاري حالياً لأرشفتها وتوثيقها إلكترونياً على الحاسوب، كما قام القسم بافتتاح مدونة إلكترونية (Blogsite) على الشبكة العنكبوتية العالمية (الإنترنت)، وكذلك صفحة رسمية على الفيسبوك، وقناة على التيليجرام تهتم بنشر كل ما يتعلق بقسم اللغة الكردية في كلية التربية ابن رشد وأساتذته وتدريسيه وطلابه وعرض تاريخ القسم.